# Вкорочувальний потік
Вкорочувальний потік — процес, що змінює гладку криву на площині переміщенням її точок перпендикулярно до кривої зі швидкістю, що дорівнює її кривині.
Вкорочувальний потік вивчається переважно як найпростіший приклад геометричного потоку, зокрема дозволяє відпрацювати техніку для роботи з потоком Річчі і з потоком середньої кривини.

## Рівняння
Однопараметричне сімейство кривих {\displaystyle \gamma _{t}} є розв'язком вкорочувального потоку, якщо для будь-якого значення параметра {\displaystyle \tau } маємо
{\displaystyle {\frac {\partial \gamma _{t}(\tau )}{\partial t}}=\kappa _{t}(\tau )\cdot n_{t}(\tau ),}
де {\displaystyle \kappa _{t}(\tau )} — кривина зі знаком кривої {\displaystyle \gamma _{t}} у точці {\displaystyle \gamma _{t}(\tau )} і {\displaystyle n_{t}(\tau )} — одиничний вектор нормалі до кривої {\displaystyle \gamma _{t}} у точці {\displaystyle \gamma _{t}(\tau )}.

## Властивості
- Якщо початкова крива проста і замкнута, вона залишається такою під впливом вкорочувального потоку.
- Для простої замкнутої кривої {\displaystyle \gamma _{0}} вкорочувальний потік {\displaystyle \gamma _{t}} визначено на максимальному інтервалі {\displaystyle t\in [0,T)}.
  - При {\displaystyle t\to T} крива {\displaystyle \gamma _{t}} стягується в точку.
- Площа обмежена кривою зменшується зі сталою швидкістю.
{\displaystyle {\frac {dS}{dt}}=2\cdot \pi .}
  - Зокрема момент стягування в точку повністю визначений площею, обмеженою кривою: {\displaystyle T={\tfrac {S_{0}}{2\cdot \pi }}}.
- Якщо початкова крива не є опуклою, її максимальне абсолютне значення кривини зменшується монотонно, доки вона стане опуклою.
- Для опуклої кривої ізопериметричне відношення зменшується, і перш ніж зникнути в точці сингулярності, крива прямує формою до кола[1].
- Дві прості гладкі замкнуті криві, що не перетинаються, залишаються неперетинними, поки одна з них не стягнеться в точку.
- Коло — єдина проста замкнута крива, яка зберігає свою форму в потоці.
  - Деякі криві зі самоперетинами, а також криві нескінченної довжини, зберігають форму.

## Застосування
- Вкорочувальний потік на сфері дає одне з доведень задачі Арнольда про існування хоча б чотирьох точок перегину в будь-якій гладкій кривій, яка розрізає сферу на рівновеликі диски[2].